# Mohammed Al Dhaheri
Mohammed Al Dhaheri (* 10. Dezember 1994 in al-ʿAin, Abu Dhabi) ist ein Eishockeyspieler aus den Vereinigten Arabischen Emiraten. Er spielt seit 2013 bei den al-’Ain Theebs aus der Emirates Ice Hockey League.

## Karriere
Auf Vereinsebene tritt Al Dhaheri seit 2013 für die al-’Ain Theebs aus der Emirates Ice Hockey League an, die er mit dem Klub 2020 und 2022 gewinnen konnte.

### International
Im Juniorenbereich spielte Al Dhaheri für die Emirate beim IIHF U18 Challenge Cup of Asia und bei der U20-Weltmeisterschaft der Division III 2013, als er zum besten Spieler seiner Mannschaft gewählt wurde.
Mohammed Al Dhaheri nahm für die Eishockeynationalmannschaft der Vereinigten Arabischen Emirate an den Weltmeisterschaften der Division III 2014, 2017 und 2022, als erstmals der Aufstieg in die Division II gelang, sowie den Qualifikationen für die Weltmeisterschaften der Division III 2013 und 2019 teil. Bei der Weltmeisterschaft 2023 spielte er in der Division II. Darüber hinaus stand er im Aufgebot seines Landes in den Jahren 2015, 2016 und 2017 beim IIHF Challenge Cup of Asia der Herren. Dabei gewann er 2017, als er zum besten Spieler seiner Mannschaft gewählt wurde, mit seiner Mannschaft die Gold- und in den Jahren 2015 und 2016 jeweils die Silbermedaille.

## Erfolge und Auszeichnungen
- 2020 Meister der Vereinigten Arabischen Emirate mit den al-’Ain Theebs
- 2022 Meister der Vereinigten Arabischen Emirate mit den al-’Ain Theebs

### International
| - 2013 Qualifikation für die Division III bei der Qualifikation zur Weltmeisterschaft der Division III - 2015 Silbermedaille beim IIHF Challenge Cup of Asia - 2016 Silbermedaille beim IIHF Challenge Cup of Asia - 2017 Goldmedaille beim IIHF Challenge Cup of Asia | - 2019 Qualifikation für die Division III bei der Qualifikation zur Weltmeisterschaft der Division III - 2022 Aufstieg in die Division II, Gruppe B, bei der Weltmeisterschaft der Division III, Gruppe A - 2023 Aufstieg in die Division II, Gruppe A, bei der Weltmeisterschaft der Division II, Gruppe B |